# 索普坦火山
索普坦火山是印度尼西亞的火山，位於蘇拉威西島北面，海拔高度1,784米，是該島最活躍的火山之一。在過去600年開爆發了至少39次，最近一次火山爆發在當地時間2018年10月3日上午8點47分，噴出4公里高的火山灰。主要由玄武岩和安山岩組成。
1. 1 2  . 全球火山作用计划. 史密森尼学会.